# Bujkawiczy
Bujkawiczy (biał. Буйкавічы; ros. Буйковичи, Bujkowiczi; hist.: pol. Bajkowicze, ros. Бойковичи, Bojkowiczi) – wieś na Białorusi, w obwodzie homelskim, w rejonie żytkowickim, w sielsowiecie Rudnia.

## Historia
W czasach sowieckich mieścił się tu kołchoz Leninskaja Biełoruś. Od 1991 położone są w niepodległej Białorusi.